# Michael Young (designer)
Michael Young né le 23 août 1966 est un designer industriel britannique basé à Hong Kong.